# Sotiris
Sotiris (griechisch Σωτήρης) ist ein männlicher Vorname. Er ist eine Variante von Sotirios und griechischen Ursprungs. Der Name bedeutet Heil bzw. Erlösung.

## Berühmte Namensträger
- Sotirios „Sotiris“ Gioulekas (* 1979), griechischer Basketballspieler
- Sotiris Kaiafas (* 1949), zyprischer Fußballspieler
- Sotiris Kovos (* 1965), griechischer Automobildesigner
- Sotiris Leontiou (* 1984), griechischer Fußballspieler
- Sotiris Petroulas (1943–1965), griechischer Student und wurde durch seinen gewaltsamen Tod zum Märtyrer der Linken
- Sotiris René Sidiropoulos (* 1977), französischer Maler und Bildhauer